# Alis volat propriis
Alis volat propriis — латинская фраза, девиз американского штата Орегон.
Перевод официальной англоязычной версии девиза: «Она летит на своих крыльях» (англ. She flies with her own wings) — что соответствует традиции обращаться к странам и территориям в женском роде.
Если для обозначения длинных гласных использовать макроны (стандартная практика в латинских словарях и учебниках), то эта фраза преобразуется в Ālīs volat propriīs.
Девиз изначально был создан на английском языке судьёй Джесси Куинном Торнтоном, а его латинский перевод был впоследствии нанесён на печать Территории Орегон, принятую в 1854 году легислатурой территории Орегон. Девиз является отсылкой на голосование 2 мая 1843 года, проведённое поселенцами Орегона на третьем совещании в Шампоэге для формирования временного правительства, независимого от Соединённых Штатов и Британского королевства. Во время Гражданской войны в США с 1861 по 1865 год девиз печати штата был изменён на «Союз». В 1957 году Законодательная ассамблея Орегона официально изменила девиз на «Союз», отражая противоречивые взгляды на рабство в былые дни Орегона.
В 1987 году ассамблея вернула первоначальный девиз, который лучше отражал независимый дух Орегона. Лоббистами законопроекта, по которому был изменён, были государственный секретарь штата Орегон, а впоследствии губернатор Барбара Робертс, президент сената штата Орегон Джейсон Бо и историк Сесил Эдвардс.
В 1999 году, после коротких дебатов в комитете, палата представителей Орегона провела голосование по замене девиза штата обратно на «Союз». Оно закончилось ничьей (30-30), и девиз не был изменён.
Тем не менее, современная печать Орегона, изображённая на флаге штата, все ещё отображает девиз «Союз».